# Fruitteelt

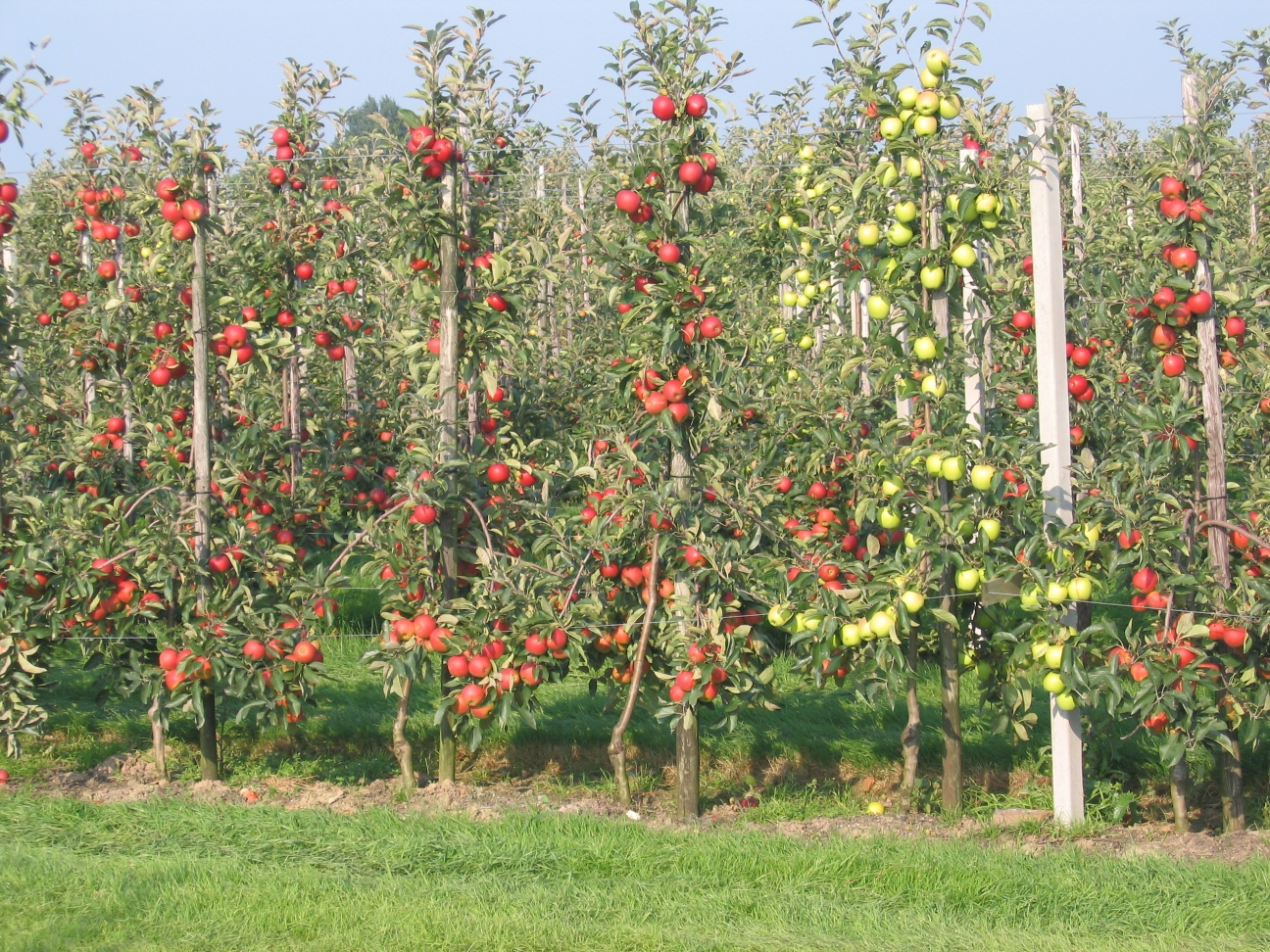
Appelbomen in de vorm van zogenaamde "spillen", in een boomgaard

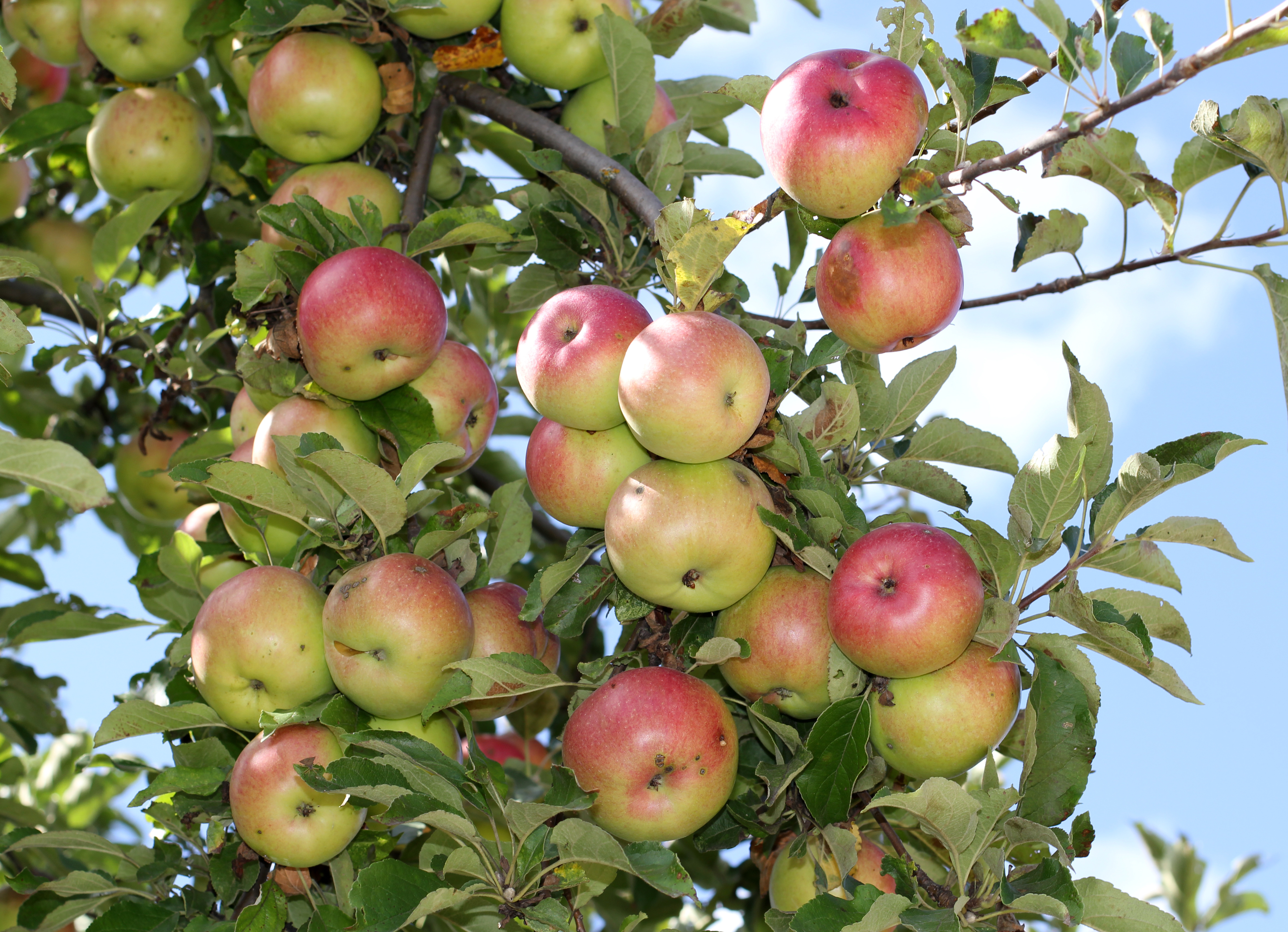
Appels aan de boom

Fruitteelt is de tak van tuinbouw die zich bezighoudt met het telen van fruit. Er zijn vele soorten fruit, bijvoorbeeld appel, peer, druif, sinaasappel, banaan en doerian.
Op welk(e) van die soorten de telers zich richten, wordt bepaald door een aantal factoren, zoals klimaatzone, plaatselijke klimatologische omstandigheden, bodemsoort en vraag vanuit de markt.
Van elk soort fruit zijn er bovendien een (vaak zeer groot) aantal rassen. Bekende appelrassen zijn bijvoorbeeld Jonagold, Elstar en Goudreinet. De keuze van het, of de te telen ras(sen) wordt hoofdzakelijk bepaald door de vraag vanuit de markt.
In België werd in Bierbeek in 2020 voor het eerst met agrivoltaics geëxperimenteerd.

## Geschiedenis
In Nederland kwam de fruitteelt sterk tot ontwikkeling vanaf ongeveer 1875. Door de beroepsmatige teelt werd de oppervlakte hoogstamboomgaarden met appels, peren en kersen aanmerkelijk uitgebreid. Ook werden de fruithoven op buitenplaatsen uitgebreid en vervingen boeren de tot dan toe voor eigen gebruik dienende bomen rondom de boerderij.
De aanvankelijk enkel hoogstamboomgaarden bestonden uit bomen op zaailing-onderstam met een onderbegroeiing van gras, dat door vee werd afgegraasd. De boomgaarden werden hoofdzakelijk op kleigrond aangelegd.
In de eerste jaren van de twintigste eeuw werd de fruitteelt verbeterd met behulp van de kennis en ervaring die opgedaan was in kasteeltuinen en in het buitenland. Er werden betere rassen aangeplant en er kwam een betere gewasbescherming. Verder ging de afzet via fruitveilingen verlopen en kwam er een verbeterde verpakking. Op 4 mei 1904 werd de 'Veiling Vereeniging Geldermalsen en Omstreken' (nu "Fruitmasters" geheten) opgericht, waar in het begin alleen kersen werden geveild. De aanvoer vond plaats in manden.
Na verloop van tijd gingen hobbyisten halfstambomen en struiken planten in plaats van hoogstambomen. Hieruit ontwikkelde zich de fruitteelt met het blijver-wijker-systeem, waarbij aanvankelijk dicht werd geplant en op latere leeftijd de wijkers werden gerooid.
In de moderne fruitteelt worden zwak groeiende bomen die op een zwak groeiende onderstam staan ("spillen") dicht op elkaar in rijen geplant. Als een voordeel van dit systeem wordt beschouwd het feit, dat doordat deze spillen weinig omvang hebben, er ook weinig blad is, dat de gespoten bestrijdingsmiddelen kan verhinderen overal te komen, waar dat nodig geacht wordt. Verder wordt als een voordeel gezien het feit dat de pluk relatief eenvoudig is, doordat alle dragende takken makkelijk vanaf één plek (in sommige gevallen staand of zittend op een rollend vervoermiddel) bereikbaar zijn. Bijkomend bedrijfseconomisch voordeel is de verhouding in opbrengst per hectare en de te betalen pachtprijs/koopprijs per hectare.
De twee Nederlandse fruitteelt-streken bij uitstek, de Betuwe en Zuid-Limburg, zijn vanouds in toeristisch opzicht bekend vanwege de fraaie aanblik die de vele bloeiende fruitboomgaarden en -plantages er in bepaalde weken van het voorjaar bieden. Naast deze twee fruitteeltstreken is ook Zuid-Beveland voor de fruitteelt van belang. Vroeger vond men veel druiventeelt in het Westland.
In België, waar niet veel minder fruit geteeld wordt dan in Nederland, is met name het zuiden van de provincie Limburg, en dan in het bijzonder ook de streek rond Sint Truiden en Borgloon, het fruitgebied bij uitstek. Overigens nemen de Nederlandstalige provincies in België zo'n 90% van de totale nationale teelt voor hun rekening.

## Fruitgroepen
Het in België en Nederland geteelde fruit wordt ingedeeld in enkele groepen:
- Steenfruit (onder andere pruim, kers, perzik), waarvan de vruchten als gemeenschappelijk kenmerk een pit hebben waarom zich een vrij harde houtachtige schaal of dop bevindt
- Grootfruit, zoals appels en peren
- Kleinfruit, zoals aardbei, bosbes, rode bes, witte bes, zwarte bes, kruisbes, braam en framboos

## Teeltaangelegenheden

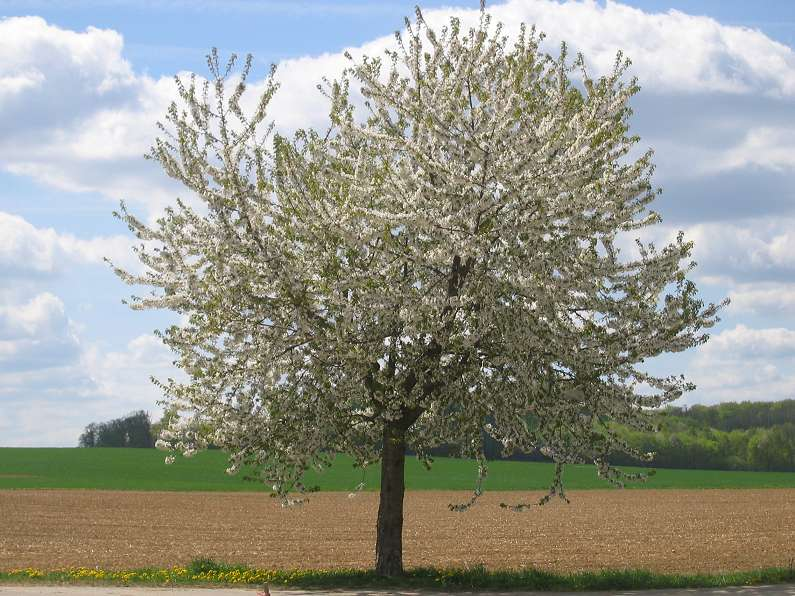
Hoogstam kersenboom in bloei

Voordat het geteelde product 'klaar' is en geoogst kan worden, komt in de gangbare teelt een hele reeks van aangelegenheden aan de orde. Als zodanig kunnen genoemd worden:
1) Keuze en aankoop van de gewassen (welk soort fruit, welk ras daarvan en welk type plant of boom (hoogstam of laagstam));
2) Het planten van de aangekochte gewassen;
3) Bestuiving; (hiermee moet met name bij 1) en 2) terdege rekening gehouden worden);
4) Bemesting;
5) Snoeien (met name van bomen en struiken);
6) Sproeien, oftewel het aanwenden van bestrijdingsmiddelen om het resultaat te verbeteren;
7) Weersomstandigheden (nachtvorst in de bloeiperiode en hagelbuien kunnen de oogst vernietigen).

### De keuze bij aankoop
Laagstamappelbomen bijvoorbeeld staan op een zwak groeiende onderstam. Ook kan nog een tussenstam met een lengte van 30 tot 35 cm worden toegepast met het oog op een of meer van de volgende resultaten:
- het verbeteren van de verenigbaarheid van het ras met de onderstam,
- het voorkomen van stambasisrot op de stam,
- het voorkomen van ziekte van Cox,
- verhoging van de winterhardheid,
- regulering van de groeikracht,
- verkrijging van een vertakking op de goede hoogte,
- de kans op vruchtboomkanker via wonden op de stam verlagen (voorbeeld: Nicoter (Kanzi) is zeer gevoelig voor vruchtboomkanker en wordt veelal gekweekt op tussenstam Golden Delicious).

### Het planten
In laagstamplantages staan de bomen meestal in enkelvoudige rijen met tussen de rijen een grasbaan. De bomen moeten ondersteund worden door een boompaal. Ook worden soms nog draden tussen de palen gespannen.

### Snoeien
Door middel van snoeien (met snoeimes en zaag) wordt aan de boom de gewenste vorm gegeven. Bij een laagstamappelboom wordt veelal gekozen voor één harttak en enkele gesteltakken, die ongeveer 15 cm van elkaar afstaan. Voor de teelt van appels worden drie boomtypen gebruikt met veel goed geplaatst zijhout, waarop de gemengde knoppen staan:
- slanke spillen met een boomdiameter van 1 tot 1,5 m,
- superspillen met een boomdiameter van 0,5 tot 1 m en
- snoeren met een boomdiameter kleiner dan 0,5 m

Bij de bomen wordt zomer- en wintersnoei toegepast. Zomersnoei vindt plaats na het sluiten van de eindknop en moet ervoor zorgen dat de appels beter in het licht komen te hangen en daardoor beter kleuren. Wintersnoei wordt gedaan om de boom in een goede vorm te houden en moet ervoor zorgen dat er voldoende gemengde knoppen zijn. Uit een gemengde knop komen zowel bloemen als bladeren. Naast het inknippen en wegsnoeien van takken worden takken zo veel mogelijk uitgebogen, waardoor ze meer vrucht gaan dragen. Een boom heeft zowel langloten als kortloten. Voor de vruchtdracht moet de snoei gericht zijn op het verkrijgen van zo veel mogelijk kortloten, dus wordt er vaak teruggesnoeid tot op een kortlot. Een kortlot bestaat uit een aantal dicht op elkaar zittende knopen. Bij een kortlot lijkt het alsof de bladeren en/of bloemen in een bundeltje bij elkaar staan.

### Bestuiving
Afhankelijk van het gewas komen zowel kruisbestuiving als zelfbestuiving voor. Kruisbestuivende gewassen zijn appel, peer, zoete kers en een aantal pruimenrassen, zoals 'Monsieur Hâtif'. Bij peer kan ook parthenocarpie optreden. Bij kruisbestuivende gewassen is het noodzakelijk dat ten minste twee rassen die elkaar kunnen bestuiven bij elkaar geplant worden. Bij appel kan ook gebruikgemaakt worden van sierappels. Voor een goede kruisbestuiving is het belangrijk dat naast bijen en hommels de rassen de goede S-allelen hebben, de bloeiperioden van de verschillende rassen elkaar voldoende overlappen, ze geschikt stuifmeel hebben, ze voldoende bloeien en de verschillende bomen niet verder dan 5 tot 10 m van elkaar staan. Daarvoor worden bestuiverrijen tussen de rijen van de te bestuiven bomen geplant. Voor een goede bestuiving is het noodzakelijk dat de appel- en kersenrassen ten minste één S-allel verschillend hebben. Er bestaan ook rassen, zoals de Schone van Boskoop, die triploïde stuifmeel hebben en daardoor ongeschikt zijn om als bestuiver op te treden.
Zelfbestuivende gewassen zijn zure kers, kweepeer, een aantal pruimenrassen zoals 'Opal' en 'Victoria', en de kleinfruitgewassen. Kruisbestuiving bij deze gewassen geeft echter vaak wel grotere vruchten.

## Oogst
Wanneer het fruit groot en rijp genoeg is kan het geoogst worden. Soms zijn enkele of meerdere vruchten dan al afgevallen, maar voor het overgrote deel hangt het nog aan de boom of plant en moet het daarvan afgeplukt worden. Wanneer het al afgevallen is, wordt het opgeraapt.
De methode van plukken varieert sterk naargelang de hoogte en de omvang die de te plukken boom of plant kent. Er zijn wat dat betreft hoogstambomen, laagstambomen, struiken, en zich niet of nauwelijks van de grond verheffende planten (grondplanten). Daarenboven verschilt het plukken naargelang van het soort der te plukken vruchten; aardbeien bijvoorbeeld worden heel anders geplukt dan appels.
Hoogstambomen

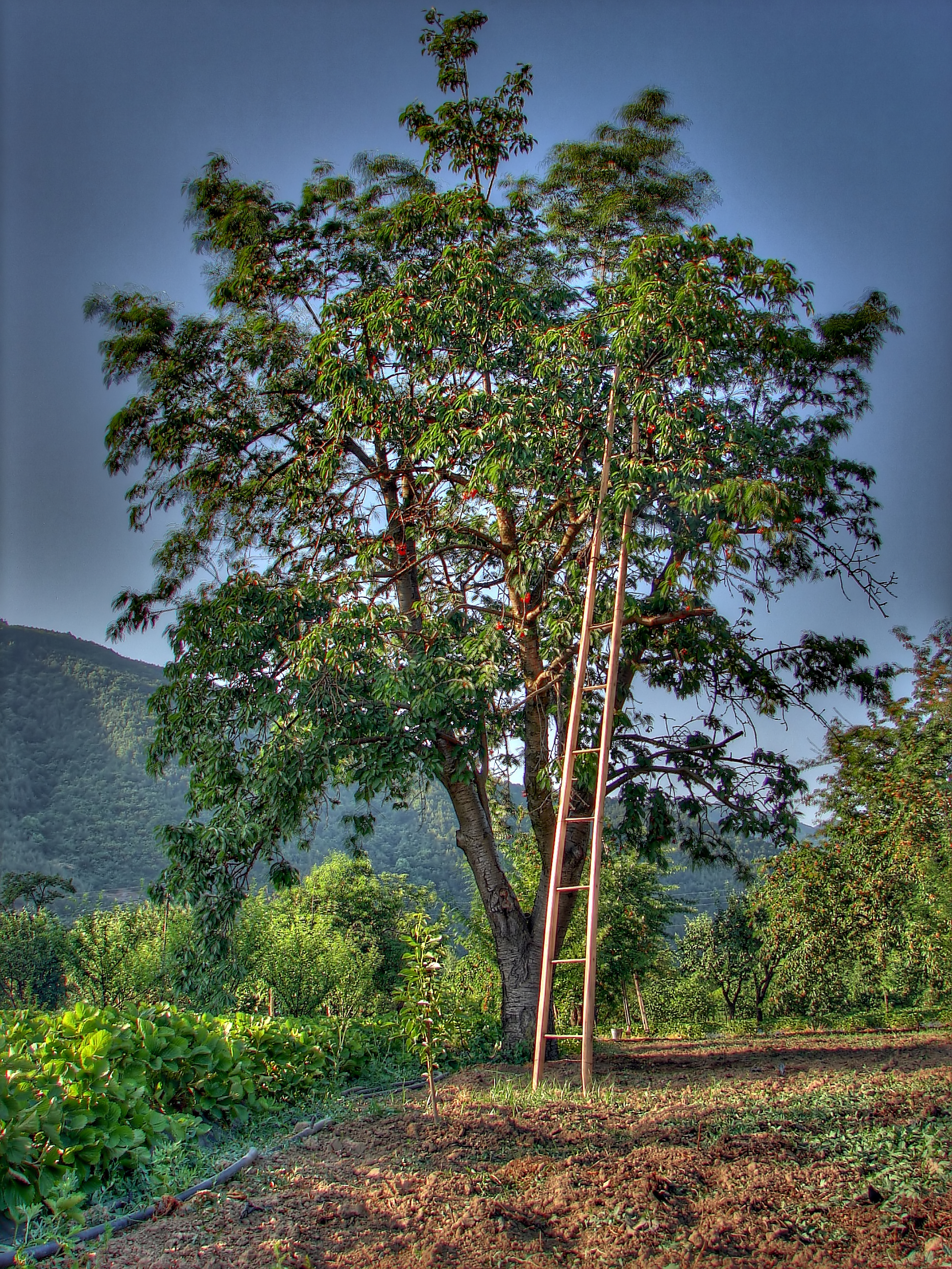
Plukladder in kersenboom

Bij hoogstambomen bevindt zich tussen de wortels van de boom en de takken waaraan het fruit groeit een stam van zo'n 4 à 5 meter hoogte, terwijl het takkengedeelte daarboven in veel gevallen een aanzienlijk hoogte kan bereiken, tot wel 10 meter.
Het oogsten, oftewel "de pluk" gebeurt hier doorgaans met houten ladders en specifieke manden, die aan die ladders gehangen kunnen worden. Er zijn ladders van verschillende hoogte (uitgedrukt in aantal sporten). Voor het plukken van lage bomen (bijvoorbeeld pruimenbomen) kan men uiteraard geen heel lange ladder gebruiken, omdat die dan ver boven de boom zou uitsteken en misschien zelfs eroverheen zou vallen.
Telkens wanneer de takken, die zich binnen het bereik van de op de ladder staande plukker bevinden, geplukt zijn, moet de ladder "omgezet" worden naar een volgend deel van de boomomtrek. Dit omzetten gebeurt terwijl de ladder rechtop blijft staan. Met name het omzetten van de hogere ladders (tegen de 50 sporten, veelal in de kersenteelt) is dan ook een hele kunst op zich, die naast de nodige kracht ook nogal wat behendigheid en evenwichtsgevoel vergt.
Laagstambomen
Bij laagstambomen is het gedeelte tussen wortels en takken veelal niet hoger dan 1/2 tot 1 meter. Het takkengedeelte wordt doorgaans niet hoger dan één tot vijf meter. Laagstambomen bevinden zich meestal in plantages. Voor het oogsten zijn diverse methoden in zwang, variërend van eenvoudige pluk met korte ladders, tot pluk vanaf speciale rollende voertuigen.
Struiken
Struiken waaraan fruit groeit worden doorgaans niet of nauwelijks hoger dan één meter. De meeste soorten bessen groeien aan dergelijke struiken.
Grondplanten
De pluk hiervan gebeurt veelal in gebogen houding, of op de knieën zittend. Een soort fruit dat aan dergelijke planten groeit, zijn aardbeien. Ook veel aan fruit verwante vruchten, die als groenten te boek staan, (onder andere komkommers en pompoenen) groeien aan grondplanten.
Oprapen
Het afgevallen fruit wordt eveneens in gebogen houding geoogst. Het wordt handmatig stuk voor stuk opgeraapt en in een fruitkorf verzameld.

## Sorteren
De meeste soorten fruit moeten nadat ze geplukt zijn zoals dat heet "gesorteerd" worden. Hierbij moet een aantal verschillende dingen gebeuren:
- bij alle fruitgroepen het verwijderen van bij het plukken meegekomen bladeren en het verwijderen van eventuele rotte of rottende vruchten;
- bij grootfruit bovendien het in aparte kisten plaatsen van vruchten waaraan iets anders mankeert, zoals ontsierende littekens van wind of hagel, of misvorming.
- De gave vruchten worden veelal aan de hand van hun dikte in verschillende kisten gedaan. Dit kunnen er tot wel acht zijn, al naargelang het desbetreffende ras van de veiling gesorteerd moet zijn op 5 millimeter of op 10 millimeter meer of minder omvang.

Al sinds enkele decennia zijn er voor dit meetwerk sorteermachines. Vóór die tijd moest elke appel of peer afzonderlijk gemeten worden en in de juiste kist gedaan. Dat meten gebeurde met een plankje waarin gaten van verschillende grootte zaten. Als de vrucht in zijn geheel door een gat van een bepaalde wijdte kon had ze die maat niet, anders had ze hem wel en kwam ze in de kist met appels of peren van die maat (bijvoorbeeld 55 mm, 60, 65 of 70). Meestal brengen de grotere maten meer op dan de kleinere.
Bij machinaal sorteren lopen de vruchten over een band, waarvan de wanden geleidelijk aan verder uit elkaar staan, waardoor de vruchten met de corresponderende dikte precies daar erdoor vallen en in het desbetreffende vak rollen, vanwaar ze vervolgens gemakkelijk handmatig naar een kist overgebracht kunnen worden.

## Bewaring
Er zijn afhankelijk van het ras zomerappels, herfstappels en bewaarappels. Zomerappels worden in Nederland niet meer beroepsmatig geteeld door de lange bewaring van de bewaarappels en import. Een zomerappel is bijvoorbeeld Yellow Transparent en herfstappels zijn onder andere Alkmene en Delcorf (merknaam: Delbarestivale).
Herfstappels kunnen beperkt bewaard worden in de mechanische koeling. Bewaarappels worden bewaard in de mechanische koeling, in de gewone CA-bewaring, in de gescrubde CA-bewaring of in de ULO-bewaring. Zo kan Jonagold tot eind december bewaard worden in de mechanische koeling, of tot eind januari in de gewone CA-bewaring, of tot half april in de gescrubde CA-bewaring of tot eind juli in de ULO-bewaring.

## Ziekten en plagen
Ter bestrijding van ziekten en plagen worden in de fruitteelt gewasbeschermingsmiddelen toegepast. Ook wordt in de biologische fruitteelt gewasbeschermingsmiddelen toegepast. Hier worden echter geen chemisch-synthetische middelen gebruikt.

## Windscherm
Voor het beschermen van de fruitbomen en het fruit aan de bomen worden windschermen aangeplant. Deze windschermen kunnen bestaan uit zwarte els, Italiaanse els, witte els, schietwilg, haagbeuk of coniferen.

## Handel
In Nederland vindt de afzet voor het grootste deel plaats via fruitveilingen. Daar wordt het fruit opgekocht door fruitkooplieden, die dan weer hun vaste afzetkanalen in binnen- of buitenland hebben, zoals fruit- (en groente)winkels, marktkooplieden, of winkelketens, voor zover die niet met hun eigen kooplieden op de veilingen aanwezig zijn, of hun eigen fruitteeltbedrijven hebben.
Veel fruittelers in Nederland en Vlaanderen zijn georganiseerd in de NFO, de Nederlandse Fruittelers Organisatie.

## Fruitbomenteelt
Nauw verbonden met de fruitteelt is het telen van fruitbomen. Een gebied in Nederland waar dit veel voorkomt is de streek rond Opheusden in de Betuwe. Ook in en rond Boskoop en in de Flevopolder bevindt zich een uitgesproken (fruit-)boomkweek-areaal. De teeltwijze hangt sterk af van het soort fruit. Plantmateriaal kan worden verkregen met een Naktuinbouw-certificaat, waardoor de rasechtheid, uitwendige boomkwaliteit en gezondheid gewaarborgd is. Gecertificeerde bomen zijn bij het planten virusvrij.

### Vermeerdering
De meeste fruitbomen worden vegetatief vermeerderd door enten of oculeren en kleinfruit door stekken. Er zijn gespecialiseerde vermeerderingsbedrijven die alleen maar stek maken, of die vruchtbomen enten of oculeren.